# Max Rubner-Institut

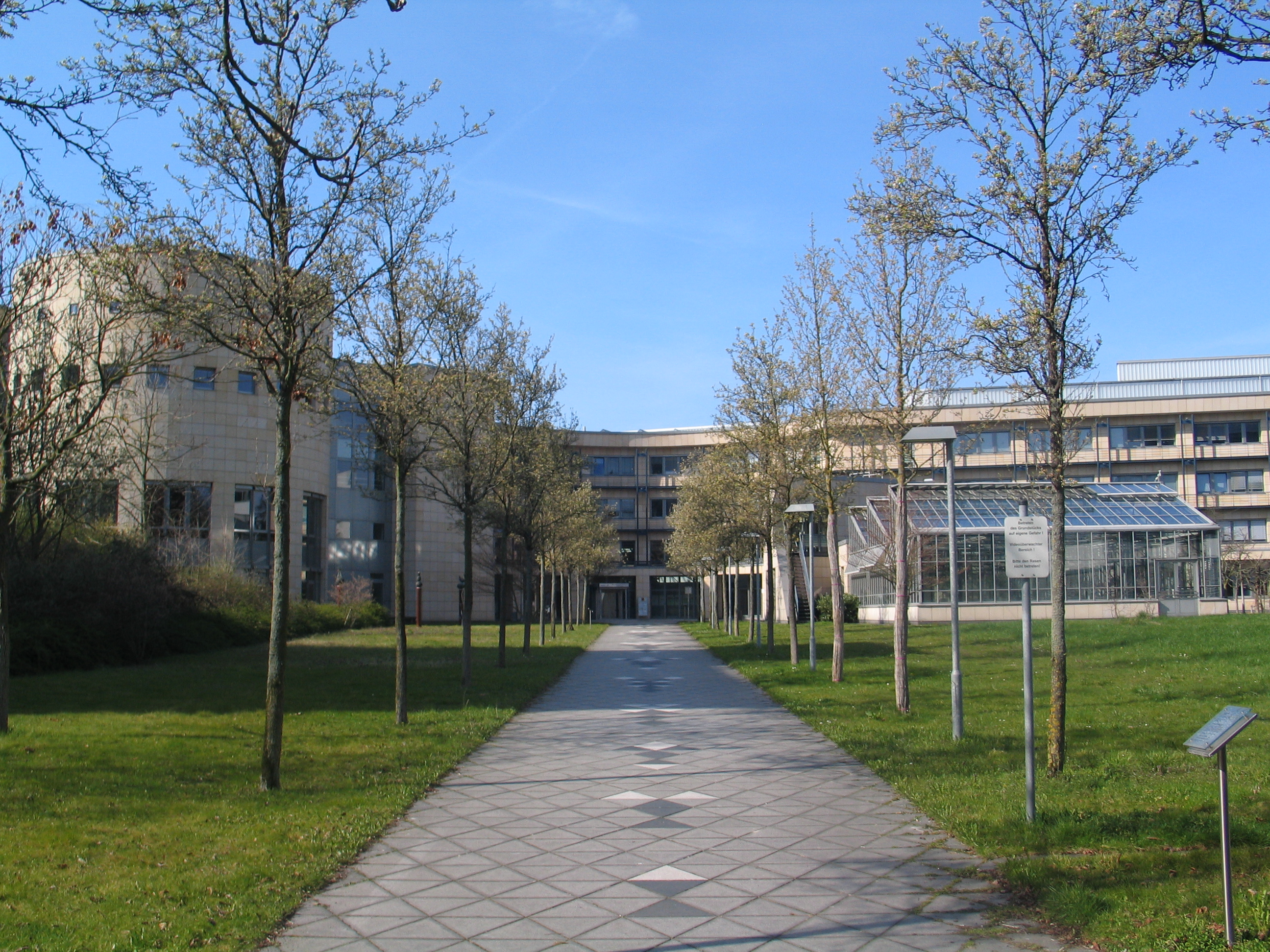
Hauptsitz in Karlsruhe

Das Max Rubner-Institut (MRI), Bundesforschungsinstitut für Ernährung und Lebensmittel ist eine Bundesoberbehörde der Bundesrepublik Deutschland im Geschäftsbereich des Bundesministeriums für Ernährung und Landwirtschaft (BMEL). Der Forschungsschwerpunkt liegt im gesundheitlichen Verbraucherschutz im Ernährungsbereich. Auf diesem Gebiet berät das MRI das BMEL.
Namensgeber des Instituts ist der Mediziner und Physiologe Max Rubner. Bis zum 1. Januar 2008 hieß das Institut Bundesforschungsanstalt für Ernährung und Lebensmittel (BfEL).
Hauptsitz der Einrichtung ist Karlsruhe. Weitere Standorte sind Kiel, Detmold und Kulmbach. Der Standort in Münster wurde aufgelöst; „der Fachbereich Fischqualität ist derzeit noch in Hamburg angesiedelt.“ Insgesamt beschäftigt das Institut um die 200 Wissenschaftler an den verschiedenen Standorten.
Das MRI ist Mitglied der Arbeitsgemeinschaft der Ressortforschungseinrichtungen.

## Geschichte
Der Vorgänger des MRI, die Bundesforschungsanstalt für Ernährung und Lebensmittel, ist zum 1. Januar 2004 durch die Zusammenlegung folgender Institutionen entstanden:
- Bundesanstalt für Getreide-, Kartoffel- und Fettforschung in Detmold und Münster
- Bundesanstalt für Milchforschung in Kiel
- Bundesforschungsanstalt für Ernährung in Karlsruhe
- Bundesanstalt für Fleischforschung in Kulmbach
- Institutsteil „Fischqualität“ des Instituts für Fischereitechnik und Fischqualität der Bundesforschungsanstalt für Fischerei in Hamburg-Altona, Palmaille 9.

## Aufgabe
Nach der Satzung des MRI haben die

„Bundesforschungsinstitute im Geschäftsbereich des Bundesministeriums für Ernährung und Landwirtschaft (BMEL) […] die Aufgabe, wissenschaftliche Entscheidungshilfen für die Ernährungs-, Landwirtschafts- und Forstwirtschafts- sowie Verbraucherschutzpolitik zu erarbeiten und damit zugleich die wissenschaftlichen Erkenntnisse auf diesen Gebieten zum Nutzen des Gemeinwohls zu erweitern. Im Rahmen dieser Aufgaben sind die Bundesforschungsinstitute wissenschaftlich unabhängig.“

## Institutsgliederung
Produktübergreifende Institute/horizontale Forschung:
- Institut für Physiologie und Biochemie der Ernährung, Karlsruhe
- Institut für Ernährungsverhalten, Karlsruhe
- Institut für Lebensmittel- und Bioverfahrenstechnik, Karlsruhe
- Institut für Mikrobiologie und Biotechnologie, Kiel
- Institut für Kinderernährung, Karlsruhe

Ziel der produktionsübergreifenden Forschung ist es, Empfehlungen für eine gesund erhaltende Ernährung zu entwickeln. Das MRI untersucht dazu Lebensmittel auf ihre ernährungsphysiologische und gesundheitliche Wertigkeit und forscht beispielsweise in den Bereichen Lebensmittelsicherheit, Bioverfahrenstechnik und Ernährungsverhalten.
Produktionsübergreifende Institute/vertikale Forschung:
- Institut für Sicherheit und Qualität bei Milch und Fisch, Kiel
- Institut für Sicherheit und Qualität von Obst und Gemüse, Karlsruhe
- Institut für Sicherheit und Qualität von Fleisch, Kulmbach
- Institut für Sicherheit und Qualität von Getreide, Detmold

Die vertikal forschenden Institute des MRI betrachten gesamte Lebensmittelketten einer Lebensmittelkategorie von der Ernte oder Erzeugung bis zum Verbraucher. Dabei geht es um die Aspekte Sicherheit und Qualität der Lebensmittel sowie Nachhaltigkeit der Lebensmittelproduktion.
Am Max Rubner-Institut ist das Nationale Referenzzentrum für authentische Lebensmittel (NRZ-Authent) und die Nationale Stillkommission (NSK) angesiedelt.
Unter anderem wird der Bundeslebensmittelschlüssel herausgegeben, der eine Nährwerttabelle für 15.000 Lebensmittel (Stand 2015) enthält.

## Kritik
Der erste Präsident des MRI, Gerhard Rechkemmer, war zeitgleich ehrenamtlich im Direktionsteam des International Life Science Institute (ILSI) tätig. Das ILSI wird großteils von Industrie- und Lebensmittelkonzernen wie Coca-Cola, Mars, McDonald’s oder Monsanto finanziert. Auch der ehemalige Präsident, Pablo Steinberg, war an mehreren ILSI-Projekten beteiligt.